# 2021년 상하이 국제 영화제
제24회 상하이 국제 영화제는 2021년 6월 11일에 열린 시상식이다.

## 수상 및 후보

### 금잔작품상
- 맨츄리안 타이거 - 겅준 수상

### 금잔심사위원대상
- 바바리안 인베이젼 - 천추이메이 수상

### 금잔감독상
- 더 콘트러리 루트 - 아볼파즐 잘릴리 수상

### 금잔각본상
- 더 컨션스 - 알렉세이 빅토로비치 코즐로브 수상

### 금잔촬영상
- 더 컨션스 - 비아체슬라프 투미로 수상

### 금잔남우주연상
- 더 콘트러리 루트 - 푸얀 셰카리 수상

### 금잔여우주연상
- 아마추어 - 마르제나 가예프스카 수상

### 금잔예술상
- 더 컨션스 - 알렉세이 빅토로비치 코즐로브 수상

### 금잔단편상
- 더블 헬릭스 - 치우 성 수상

### 금잔단편상-애니메이션
- 마일드 매드니스, 라스팅 루나씨 - 마린 라클롯트 수상

### 금잔다큐멘터리상
- 시지프스 - 산티아고 모하르 볼코우 외 1명 수상

### 금잔애니메이션상
- 이븐 마이스 빌롱 인 헤븐 - 데니사 그림모바 외 1명 수상

### 금잔상-장편영화
- 아마추어 - 이와나 시에키진스카
- 바바리안 인베이젼 - 천추이메이
- 더 찬팅 윌로우스 - 대위
- 더 컨션스 - 알렉세이 빅토로비치 코즐로브
- 더 콘트러리 루트 - 아볼파즐 잘릴리
- 더 파더 후 무브스 마운틴스 - 다니엘 산두
- 퓨처 이즈 어 론리 플레이스 - 마틴 하위 외 1명
- 더 그레이스 앤드 - 우 디
- 맨츄리안 타이거 - 겅준
- 네이버스 - 마노 카릴
- 퓨어 화이트 - 네킵 카간 오즈데미르
- 씬스 어거스트 - 디아나 주로스
- 투 필 - 비탈리 살트코프

### 금잔상-다큐멘터리
- 올 인 - 주 하오
- 포트 아파치 - 일라리아 갈란티 외 1명
- 코도쿠시 - 엔사르 알타이
- 메이어, 셰퍼드, 위도우, 드레곤 - 엘리자 펫코바
- 시지프스 - 산티아고 모하르 볼코우 외 1명

### 금잔상-애니메이션
- 이븐 마이스 빌롱 인 헤븐 - 데니사 그림모바 외 1명
- 걸리버 리턴스 - 일리야 막시모프
- 뉴 해피 데드 엔 선4: 퍼펙트 데드 - 히 쳉 외 1명
- 렘 오프 테라코타 - 린 용창
- 타르실린하 - 실리아 카툰다

### 금잔상-단편영화
- 어 파이어크래커 스토리 - 하오 지지
- 어 리틀 서커스 - 요시로 오사카
- 더 본드 - 올란다 센텐노
- 더 커밍 오브 스프링 - 양 지 외 1명
- 디베크 - 우리야 헤르츠
- 더블 헬릭스 - 치우 성
- 더 롱기스트 나이트 오프 더 썸머 - 레일라 조디
- 더 시즌 웬 아이 비케임 어 맨 - 두만 비를레스칸
- 왓 위 돈트 노우 어바웃 마리암 - 모라드 모스타파
- 자니트사 - 알리요나 쉐브첸코
- 알바 - 엘바 아리에타 타부조
- 마일드 매드니스, 라스팅 루나씨 - 마린 라클롯트
- 스테츄스 게임 - 홍 시아오
- 투 더 라스트 드롭 - 시몬 슈넬만
- 언네세서리 띵스 - 디미트로 리센바트

### 갈라 스크리닝
- ARASHI ANNIVERSARY TOUR 5×20 FILM 'RECORD OF MEMORIES' - 츠츠미 유키히코
- THE FABLE: THE KILLER WHO DOESN'T KILL - 에구치 칸
- A HARD DAY - 로렌스 파자르도
- RIBBON - Non

### 스펙트럼
- 기동전사 건담 1 - 토미노 요시유키
- 기동전사 건담 2 - 토미노 요시유키
- 기동전사 건담 3 - 토미노 요시유키
- 기동전사 건담 - 역습의 샤아 - 토미노 요시유키
- 기동전사 제타 건담 - 별을 잇는 자 - 토미노 요시유키
- 기동전사 제타 건담 2 - 연인들 - 토미노 요시유키
- 기동전사 제타 건담 3 - 별의 고동은 사랑 - 토미노 요시유키
- MOBILE SUIT GUNDAM HATHAWAY'S FLASH - Shukou Murase
- 양들의 침묵 - 조나단 드미
- BLOODSHOT HEART - Parish Malfitano
- 프리키 데스데이 - 크리스토퍼 랜던
- 이히-치 - 코스타스 마샨
- OUT OF THIS WORLD - 마크 포처드
- NOCTURNA, THE GREAT OLD MAN'S NIGHT - 곤잘로 칼자다
- 수어사이드 포레스트 빌리지 - 시미즈 다카시
- TAKLIMAKAN'S DRUMBEAT - Silzati Yakov
- 히든 어웨이 - 지오르지오 디리티
- 9 푸가스 - 폰 코티조
- 펠리노폴리스 - 실비아 줄리에티

필리프 베지아
- 언 임파서블 프로젝트 - 젠스 메우러
- INSIDE THE UFFIZI - 코린나 벨츠 외 1명
- 최후의 언어 - 조나단 노지터
- PEONY PAVILION IN RENAISSANCE - Teng Yung Shing
- 락필드: 더 스튜디오 온 더 팜 - 한나 배리맨
- 더 로셀리니즈 - 알레산드로 로셀리니
- 썸머타임(영어판) - 까를로스 로페즈 에스트라다
- TWINKLE DAMMIT! - XU Chuang
- 빔 벤더스, 데스페라도 - 에릭 프리들러 외 1명
- EYE OF THE STORM - 안토니 벡스터
- NOSE - 클레멘트 보베
- 아리스토캣 - 소데 유키코
- 아사다 가족 - 나카노 료타
- BETWEEN US - Yasuo Okuaki
- BLUE - 요시다 케이스케
- 더 블루 다뉴브 - 이케다 아키라
- 부인은, 취급주의 - 사토 토야
- 퍼스트 러브 - 츠츠미 유키히코
- A GARDEN OF CAMELLIAS - Yoshihiko Ueda
- GODAI - THE WUNDERKIND - 타나카 미츠토시
- INUBU: THE DOG CLUB - 시노하라 테츠오
- KAKEGURUI 2: ULTIMATE RUSSIAN ROULETTE - 하나부사 츠토무
- THE MASTER PLAN - Yuichi Satoh
- 런웨이 - 노리치카 오바
- SIGNAL THE MOVIE COLD CASE INVESTIGATION UNIT - 하시모토 하지메
- 조끼 - 다케나카 나오토 외 2명
- AS FAR AS I KNOW - Nandor Lorincz 외 1명
- A BRIXTON TALE - Bertrand Desrochers
- DEADLY CUTS - 레이첼 케리
- 마이티 플래쉬 - Ainhoa Rodriguez
- DOMINGO - Raul Lopez Echeverria
- THE DORM - 로만 바스야노프
- DREAMOVER - Roman Olkhovka
- 포르투나 - 니콜란젤로 젤로르미니
- GIRLFRIENDS - Carol Rodriguez Colas
- LAUGHING MATTERS - 리타 알토
- 리보리오 - 니노 마르티네즈 소사
- MASHA - Anastasiya Palchikova
- 프리맨 - 랜돌프 자이니
- 나쁜 놈 - 피터 두라운티스
- THE RESTORATION - 알론소 로사
- 리커솃 - 로드리고 피알레가
- SHADOW OF THE STAR - Dmitry Gubarev
- 자레브나 스케일링 - 율두스 박시지나
- THE ABC'S OF LOVE - Noemie Saglio
- 아킬라 이스케이프 - 찰스 오피서
- BULADO - 에체 항가
- A BUMPY STORY - 카말 타브리지
- CLAIRE ANDRIEUX - 올리비에 자한
- C U 순 - 마헤시 나라얀
- DELICIEUX - 에릭 베스나드
- THE DREAM IS GONE - Maria Batova
- THE END - 블라디미르 코트
- 에르나 앳 워 - 헨리크 루벤 겐즈
- GOD ON THE BALCONY - Biswajeet Bora
- THE GREAT INDIAN KITCHEN - 제오 베이비
- HEADLESS - Kaveh Sajjadi Hosseini
- ISTHMUS - Abdolreza Kahani
- JUST KIDS - 크로스토프 블랑
- KINTSUGI - 로렌스 파자르도
- LOVE - Khalid Rahman
- MADLY IN LIFE - Raphaël Balboni 외 1명
- MAGIC MOUNTAINS - 우줄라 안토니악
- LOVE - Khalid Rahman
- MADLY IN LIFE - Raphaël Balboni 외 1명
- MAGIC MOUNTAINS - 우줄라 안토니악
- THE MARCO EFFECT - 마틴 잔드블리엣
- MICA - 이스마일 파루키
- 미스비헤이비어 - 필립파 로소프
- THE NIGHT DOCTOR - 엘리 와주망
- 노 초이스 - 레자 도르미시안
- A PERFECT ENEMY - Kike Maíllo
- 마르쿠스의 비밀 - 다체 푸체
- PORTRAIT OF WHITE WOMAN WITH GREY HAIR AND WRINKLES - Ivan Ruiz Flores
- THE POTATO VENTURE - 주나 테나
- PRAISE THE BRAVE - 수드하 콘가라
- RISKS AND SIDE EFFECTS - 마이클 크레이슬
- SEA BOYS - Afshin Hashemi
- SHADOW - 브루노 가스콘
- SINCERELY YOURS - Igor Bagaturiya
- 비탄의 정글 - 유레네 올라이졸라
- TWO TYPES OF PEOPLE - Tunc Sahin
- 월넛 트리 - 모하메드 호세인 마흐다비안
- THE WANDERLUST OF APU - 서바짓 미트라
- WE'LL BE FINE - Sylwester Jakimow
- 바람의 검심 - 오오토모 케이시
- 바람의 검심 : 교토 대화재편 - 오오토모 케이시
- 바람의 검심 : 전설의 최후편 - 오오토모 케이시
- RUROUNI KENSHIN: THE FINAL - 오오토모 케이시
- RUROUNI KENSHIN: THE BEGINNING - 오오토모 케이시

### 글로벌 빌리지
- 코텍스 - 모리츠 블라이브트로이
- 커브볼 - 요하네스 나베르
- GOD, YOU'RE SUCH A PRICK - 안드레 에르카우
- 홈 - 프란카 포텐테
- 침입 - 로니 트록커
- 유쾌한 바흐만 선생님 - 마리아 스페트
- NICO - Eline Gehring
- 라이벌 - 마커스 렌즈
- ANNA ROSENBERG - Michael Moscatelli
- 고모라 - 마테오 가로네
- 마깔루조 다섯 자매 - 엠마 단테
- 우리 아버지 - 클라우디오 노스
- 포식자들 - 피에트로 카스텔리토
- ROMANTIC GUIDE TO LOST PLACES - 지오지아 파리나
- 산레모 - 밀로슬라브 만디치
- SAY IT LOUD - 귀도 치에사
- A STARRY SKY ABOVE THE ROMAN GHETTO - 지울리오 바스
- WE STILL TALK - 푸피 아바티
- ANGRY RICE WIVES - 모토키 가츠히데
- IN THOSE DAYS - Rikiya Imaizumi
- 구름 위에 살다 - 아오야마 신지
- 마이 블러드 엔드 본즈 인 어 플로잉 갤럭시 - 사부
- THE SUPPORTING ACTORS IN BYPLAYWOOD - 마츠이 다이고
- YOU’RE NOT NORMAL, EITHER! - 마에다 코지
- 더 콘-하티스트 - 메즈 타라톤
- 더 엣지 오브 데이브레이크 - 타이키 삭피싯
- HEART OF GOLD - Kullachat Jitcajonwanich
- LOTUS NEVER DIES - Amorn Harinnitisuk
- MY RHYTHM - Rapee Pichianpak
- SOUL PRISON - Nipan Chawcharernpon

### 리프레싱 중국영화
- THE SIXTH LEVEL OF THE HELL - WU Tiange
- THE BAMBOO HAT - ZENG Xiaoxin 외 1명
- FISH UNDER THE ICE - ZHANG Li
- MS. PEARL - 리 윤보
- THE SONS OF HAPPINESS - PENG Shigang
- 더 스토리 오브 서던 이슬렛 - 총 킷 옹
- 어 썸머 트립 - 펑 커위

### 트리뷰트 투 더 마스터즈
- 선데이 인 페이킹 - 크리스 마르케
- 시베리아에서 온 편지 - 크리스 마르케
- 디스크립션 오브 어 스트러글 - 크리스 마르케
- 방파제 - 크리스 마르케
- 아름다운 5월 - 크리스 마르케 외 1명
- 쓰리 치어스 포 더 웨일 - 크리스 마르케 외 1명
- 구로사와 아키라의 초상 - 크리스 마르케
- 제5단계 - 크리스 마르케
- 칸타타 - 미클로시 얀초
- THE PRESENCE I / II / III - 미클로시 얀초
- 검거 - 미클로시 얀초
- 적과 백 - 미클로시 얀초
- 침묵과 외침 - 미클로시 얀초
- 크로우즈 앤드 스패로우 - 정준리
- THE ETERNAL WAVE - WANG Ping
- A REVOLUTIONARY FAMILY - SHUI Hua
- 조춘이월 - 티엘리 시에
- 아Q정전 - 잠범
- THUNDERSTORM - SUN Daolin
- 더 바실리스크 - 리나 베르트뮬러
- 황야의 무법자 - 세르지오 레오네
- 석양의 무법자 - 세르지오 레오네
- 석양에 돌아오다 - 세르지오 레오네
- 옛날 옛적 서부에서 - 세르지오 레오네
- 완전 범죄 - 엘리오 페트리
- 미션 - 롤랑 조페
- 언터처블 - 브라이언 드 팔마
- 단순한 형식 - 쥬세페 토르나토레
- 피아니스트의 전설 - 쥬세페 토르나토레
- YOUTH IN FURY - 시노다 마사히로
- THE ASSASSIN - 시노다 마사히로
- 동반 자살 - 시노다 마사히로
- BALLAD OF ORIN - 시노다 마사히로
- 곤자 더 스피어맨 - 시노다 마사히로
- 사라쿠 - 시노다 마사히로

### SIFF 하이라이트
- 당신은 믿지 않겠지만 - 이시이 유야
- 핫 스프 - 장밍
- 하이파의 밤 - 아모스 지타이
- 리프킨스 페스티발 - 우디 앨런
- 멋진 세계 - 니시카와 미와
- 200미터 - 아민 나이페
- 바다 저편에 - 아키오 후지모토
- 아네 이즈 미씽 - 데이빗 페레즈 사누도
- 애쉬스 온 어 로드 트립 - 망게쉬 조쉬
- 유코의 평형추 - 유지로 하루모토
- 비기닝 - 디 쿨룸비가쉴리
- 바이크 도둑 - 맷 챔버스
- 보호자 - 페릿 카라한
- 시네마의 죽음 그리고 나의 아버지도 - 대니 로젠버그
- DNA - 마이웬
- DOCTOR LIZA - 옥사나 카라스
- 엠마 - 어텀 드 와일드
- 폴링 - 비고 모텐슨
- 더 팜 - 프레드릭 발리프
- 페브러리 - 카멘 칼레프
- 포레스트 - 아이 씨 유 에브리웨어 - 베네덱 플리고프
- 나의 아버지 - 페르난도 트루에바
- 아빠와 아들 - 니르 버그만
- 홀드 미 백 - 오오쿠 아키코
- 홈 프론트 - 루카스 벨보
- 이브라힘 - 사미르 게스미
- 난 울지 않아 - 피오트르 도마루스키
- 인트로덕션 - 홍상수
- THE KIDS IN THE BIKES - Gabriel Vidal 외 1명
- 루쯔 - 알렉스 카밀러리
- 모리타니안 - 캐빈 맥도널드
- 이정표 - 이반 아이르
- 미스 마르크스 - 수잔나 니키아렐리
- 마이 원더풀 완다 - 베티나 오벌리
- 첫눈이 사라졌다 - 마우고시카 슈모프스카 외1 명
- 더 노스 윈드 - 레나타 리트비노바
- 페블스 - 비노스래지 P.S.
- 포스트 모템 - 피터 버건디
- 프라미싱 영 우먼 - 에머랄드 펜넬
- 쿠오바디스, 아이다 - 야스밀라 즈바니치
- 양치기 여성과 일곱 노래 - 푸쉬펜드라 싱
- 슈드 더 윈드 폴 - 노라 마르티로시안
- 수어드 - 에이텐 아민
- 사운드 오브 메탈 - 다리어스 마더
- 완벽한 축사를 준비하는 방법 - 로랑 티라르
- 열여섯 봄 - 수잔 랭동
- 스톱-젬리아 - 카테리나 호르노스타이
- 태양의 아이들 - 마지드 마지디
- 재단사 니코스 - 소니아 리자 켄터맨
- 미워하지 말라 - 마우로 맨시니
- THE THREE - 안나 멜리키안
- 울볼신 - 아딜칸 에르자노프
- 언더독 - 타케 마사하루
- 더 웨이스트랜드 - 아마드 바라미
- 더 화이트 포트리스 - 이고르 드랴차
- 스파이의 아내 - 구로사와 기요시
- 노랑 고양이 - 아딜칸 에르자노프
- 카사블랑카 록앤롤 - 이스마엘 엘 이라키

### SIFF 스페셜
- 쌀 - 이마이 타다시
- 미야모토 무사시 - 우치다 토무
- 부시도 - 이마이 타다시
- 신칸센 대폭파 - 사토 준야
- ONIMASA - 고샤 히데오
- 천국의 역 - 데메 마사노부
- 철도원 - 후루하타 야스오
- 나가사키의 한가롭던 시절 - 후카마치 유키오

### SIFF 클래식
- 키드 - 찰리 채플린
- THE PEACH GIRL - 완창 부
- 말타의 매 - 존 휴스턴
- 아프리카의 여왕 - 존 휴스턴
- 어떤 여름의 연대기 - 장 루쉬 외 1명
- 맥케이브와 밀러 부인 - 로버트 알트만
- 프란시스카 - 마뇰 드 올리베이라
- 델마와 루이스 - 리들리 스콧
- 아멜리에 - 장 피에르 주네
- 철피아노 - 장 멍
- 서커스 - 찰리 채플린
- THE RICKSAW MAN - 이나가키 히로시
- 아푸 제1부 - 길의 노래 - 사티야지트 레이
- 불굴의 인간 - 사티야지트 레이
- 아푸 제3부 - 사티야지트 레이
- 전장의 크리스마스 - 오시마 나기사
- 연지구 - 관금붕
- 여자 이야기 - 끌로드 샤브롤
- MARIO PUZO'S THE GODFATHER, CODA: THE DEATH OF MICHAEL CORLEONE - 프란시스 포드 코폴라
- 롼링위 - 관금붕
- 지옥 - 끌로드 샤브롤
- 가메라: 대괴수 공중결전 - 카네코 슈스케
- 박하사탕 - 이창동
- 엽기적인 그녀 - 곽재용

### SIFF 비전
- 포레스트 검프 - 로버트 저메키스
- 퍼시픽 림 - 기예르모 델 토로
- 워크래프트: 전쟁의 서막 - 던칸 존스
- 아폴로 11 - 토드 더글라스 밀러
- ASTEROID HUNTERS - W.D. Hogan
- 아키라 - 오토모 가츠히로
- 버즈 오브 프레이(할리 퀸의 황홀한 해방) - 캐시 얀
- 언힌지드 - 데릭 보트
- 더 웨이 백 - 게빈 오코너
- ARASHI ANNIVERSARY TOUR 5×20 FILM 'RECORD OF MEMORIES' - 츠츠미 유키히코
- 유랑지구 - 곽범
- THE SACRIFICE - GUAN Hu 외 2명
- 제미니 맨 - 이안
- THE SACRIFICE - GUAN Hu 외 2명

### 더 밸트 앤드 로드 주간
- 또 다른 나 - 프란치스코 베르메조
- 애니마 - 카오 진링
- 폭스 인 어 홀 - 아르만 T. 리아히
- 더 핑크 클라우드 - 이울리 제르바지
- DROWN - 모하마드 카르트
- 오마르를 위하여 - 로이 크리스펠
- 메모리 박스 - 카릴 요레이
- 고스트 - 아즈라 데니즈 오키아이

### SIFF 애니메이션
- 에반게리온: 서 - 마샤유키 외 2명
- 에반게리온: 파 - 마샤유키 외 2명
- 에반게리온: Q - 마샤유키 외 2명
- 켈스의 비밀 - 노라 트메이 외 1명
- 바다의 노래:벤과 셀키요정의 비밀 - 톰 무어
- 기기괴괴 성형수 - 조경훈
- 조제, 호랑이 그리고 물고기들 - 타무라 코타로
- 굴뚝마을의 푸펠 - 446796
- PUNYAKOTI - Ravishankar Venkateswaran
- 울프워커스 - 톰 무어 외 1명
- YAKARI, A SPECTACULAR JOURNEY - 토비 젠켈 외 1명
- 앱솔루트 데니얼 - 라이언 브라운드
- AINBO: SPIRIT OF THE AMAZON - Jose Zelada 외 1명
- ESLUNA: THE CROWN OF BABYLON - Denver Jackson
- FELIX AND THE TREASURE OF MORGAA - 니콜라 르메
- POMPO: THE CINEPHILE - 히라오 타카유키
- TRUNK TRAIN - THE MOVIE - Ze Brandao

### SIFF 다큐멘터리
- 이라크 인 프래그먼츠 - 제임스 롱리
- HARD LOVE - 트레이시 동
- 마오 마오 쿨 초등학교의 기말고사 - 장양
- 아프리칸 아포칼립스 - 롭 렘킨
- 아모르 파티 - 클라우디아 바레장
- CAMAGROGA - Alfonso Amador
- 퍼스트 위 이트 - 수잰 크로커
- 군다 - 빅토르 코사코프스키
- 세상을 드는 소녀들 - 마예 자이드
- 마야 - 잠시드 모자데디
- MURANOW - 첸 쉴라흐
- 야상곡 - 잔프란코 로시
- 룸 위드아웃 어 뷰 - 로저 코렐라
- 새를 사랑한 화가 - 자크 로이
- 홀구트 - 리스베트 드 쾰라에르
- 라스트 데이즈 엣 씨 - 베니스 아티엔사
- 라이프 오브 이바나 - 레나토 보라요 세라노
- THE MAN WHO WAS LOOKING FOR HIS SON - 델핀 델로겟 외 1명
- ONCE UPON A LIFE - TAO Tao 외 2명
- 뿌리 없는 정원 - 살로메 야시
- 웬 어 팜 고즈 어플레임 - 지드 톰 아킨레미누
- 동양의 마녀들 - 줄리앙 파롯
- 라이팅 위드 파이어 - 린투 토마스 외 1명

### SIFF 단편영화
- 플라이 - 카를로스 고메즈-미라
- 골드 이즈 이팅 피플 - 시아 수
- 나 여기 있어요 - 424877
- NESTLING - 마라 나리마노프
- ROBERTO - Carmen Cordoba Gonzalez
- SOLITAIRE - 에도아르도 나톨리
- A TINY TALE - Sylvain Cuvillier 외 5명
- 더 화이트 웨일 - 아미르후세인 메란
- 익스큐즈 미, 미스, 미스, 미스 - 소니 칼벤토
- 구름은 아직도 저기에 - 미키 라이
- 더 핸디맨 - 니콜라스 클리포드
- 더 라스트 페리 프롬 그라스 아일랜드 - 린한 장
- 더 레터 룸 - 엘비라 린드
- 라이브 인 클라우드 쿠쿠 랜드 - 부 민 응이어 외 1명
- 더 롱기스트 드림 아이 리멤버 - 카를로스 레닌
- 퍼페츄얼 나이트 - 페드로 페랄타
- RED BEAN - CHEN Yu
- STANBROOK - 오스카 베르나세르
- 시스터즈 - 카타리나 레섹